# Istoria evreilor
Istoria evreilor este istoria religiei și culturii poporului evreu, cum s-a dezvoltat și a interacționat cu alte popoare, religii și culturi. Istoria evreilor are o vechime de circa 33 de secole (vezi Stela lui Merneptah).

## Istoria veche a evreilor (înainte de 37 î.Hr.)

### Conform Bibliei

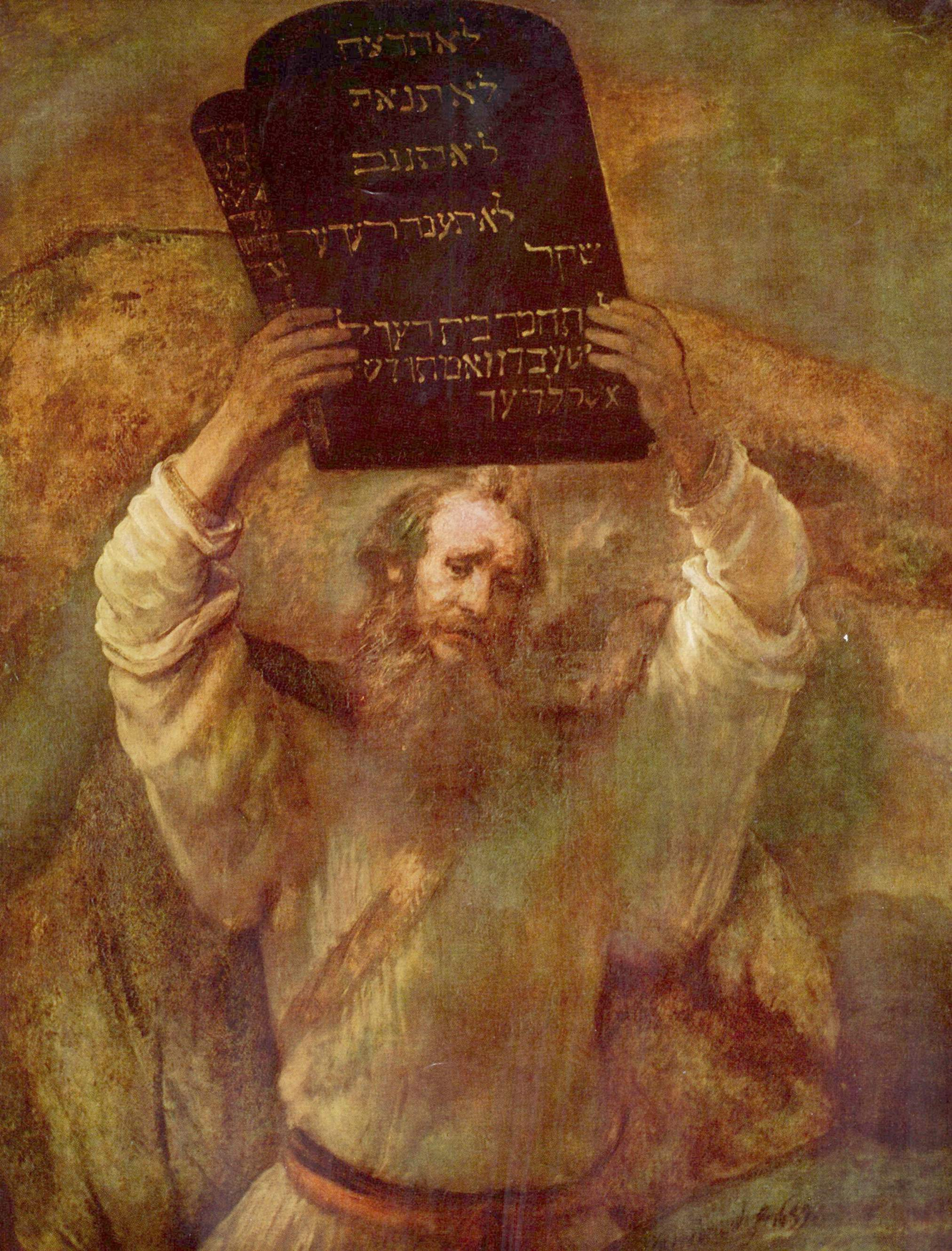
Moise cu Tablele de piatră (pictură din 1659 de Rembrandt)

Regatul Israelului și al Iudeii în 926 î. Hr.

Pentru primele două perioade ale istoriei evreilor este în principal legat de Semiluna Fertilă. Această istorie începe cu acei oameni, care au ocupat zona situată între râurile Nil, Tigru și Eufrat. Înconjurat de vechi culturi în Egipt și Babilon, prin deșerturile Arabiei, și mărginit de dealurile Asiei Minor, Canaanul (aproximativ corespunzătoare Israelului modern, teritoriilor palestiniene, Iordaniei și Libanului), a fost un punct de întâlnire a civilizațiilor. Terenul a fost traversat de rute comerciale vechi, stabilite și porturi importante în Golful Akaba (Eilat) și coasta Mării Mediterane, acesta din urmă arătând influența altor culturi ale Semilunii Fertile.
Conform Bibliei, evreii sunt descendenții poporului antic al Israelului care s-a stabilit în Canaan, situat între coasta de est a Mării Mediterane și râul Iordan (1451 î.Hr.). Deplasările nomade ale evreilor s-au situat în jurul localității Hebron undeva între 1991 și 1706 î.Hr.
Fii lui Israel împărtășesc filiație, prin strămoșii lor comuni: Abraham, fiul lui, Isaac, și fiul lui Isaac, Iacov (Yaakov). Iacob a primit numele de Israel, iar cei doisprezece fii au fost strămoșii celor douăsprezece triburi cunoscute ca „fiii lui Israel”: Ruben, Simeon, Levi, Iuda, Isahar, Zabulon, Dan, Gad, Neftali, Așer, Iosif, și Beniamin.
Iacob și cei doisprezece fii în timpul unei foamete mari au părăsit Canaanul și s-a stabilit în Goshen din nordul Egiptului. În Egipt urmașii celor 12 triburi au fost făcuți sclavi de egipteni, conduși de Faraon. După 400 de ani de sclavie, YHWH, Dumnezeul lui Israel, a trimis profetul Moise, un om din seminția lui Levi, să elibereze Fii lui Israel din robia egipteană. Conform Bibliei evreii au scăpat în mod miraculos din Egipt (eveniment cunoscut ca Exodul) și s-au întors în patria lor ancestrală, Canaanul. Acest eveniment marchează formarea Israelului ca națiune politică în Canaan, în 1400 î.Hr.

### Conform științei empirice

Egiptul în secolul al XV-lea î.e.n., perioada Exodului și a cuceririi Canaanului descrisă în Cartea lui Iosua conform cronologiei biblice. Așa cum arată harta, Canaanul era ocupat de Egipt în acel timp, fapt pe care Biblia a uitat să-l menționeze.

Istoria evreilor, din perioada antică, e descrisă în Biblia evreiască și cunoscută prin ea în toată lumea. Descoperiri arheologice au întărit diverse date care apar în Biblie, dar perioada mai veche, a primului Templu, nu are încă destule dovezi arheologice și sunt istorici care cred că o parte din narațiunea istorică biblică, ar avea mai mult un caracter mitologic. Encyclopaedia Judaica⁠(en)[traduceți] (2007) recunoaște că cel mai probabil Moise nu a existat; Comentariul oficial al Torei pentru iudaismul conservator, publicat în 2001, este și el de acord.
Consensul istoricilor mainstream consideră că sclavia a milioane de evrei în Egipt și exodul a milioane de evrei din Egipt sunt evenimente lipsite de istoricitate. Peter Enns, un cercetător evanghelic, fost profesor la Seminarul Teologic Westminster⁠(en)[traduceți], actualmente titular al catedrei stipendiate⁠(en)[traduceți] de studii biblice de la Eastern University⁠(en)[traduceți], deși credea pe atunci că Biblia este infailibilă, recunoștea următoarele: pentru poziția că relatarea biblică a Exodului s-ar fi petrecut în mod real nu există dovezi, iar pentru poziția că relatarea ar putea fi plauzibilă (nu dovedită) există cărțile unora ca Hoffmeier și Kitchen. Conform lui William Dever, pentru poziția că evreii au provenit din populația canaanită există dovezi copleșitoare, ceea ce „elimină posibilitatea exodului din Egipt sau a unui pelerinaj de patruzeci de ani prin deșert”. Consensul modern al istoricilor este că nu a existat vreun exod de proporțiile descrise în Biblie și că relatarea trebuie privită ca teologie și nu ca istorie, teologie care ilustrează cum Dumnezeul lui Israel a acționat pentru a-și salva și întări propriul popor.
Într-un documentar al BBC dr. Francesca Stavrakopoulou, fostă lector principal la Universitatea din Exeter, actualmente profesor universitar deplin, specializată în studii biblice ebraice declara: „Biblia nu era o sursă de încredere, ea nu ne spune adevărul despre acești oameni din antichitate [evreii — n.n.].” Întrebat în același documentar dacă evreii au fost monoteiști, lucru care i-ar fi distins față de religia canaanită, prof. dr. Herbert Niehr de la Universitatea din Tübingen declara că evreii au fost politeiști din sec. al X-lea î.e.n. până cel puțin în 586, după care lucrurile au început să se schimbe foarte lent, evreii fiind covârșitor monoteiști începând cu perioada Macabeilor (secolul al II-lea î.e.n.). Un curs de la Universitatea Yale și alte lucrări confirmă acest lucru. William Foxwell Albright, liderul unei generații trecute de arheologi biblici, nu a fost, totuși, un literalist biblic, Iahve și zeii din Canaan, de exemplu, susținând opinia că religia israeliților a evoluat de la un politeism originar la un monoteism care l-a văzut pe Dumnezeu acționând în istorie - o viziune pe deplin conformă cu opiniile principale din ultimele două secole de critică biblică dinaintea lui.
Conform lui Shaye J. D. Cohen (profesor la Universitatea Harvard), „Cei mai mulți israeliți erau de origine canaanită; strămoșii lor nu au participat la un Exod din Egipt; Israeliții nu au construit piramidele!!!”
Din punct de vedere genetic, evreii sunt descendenții canaaniților.

### Regatul Unit

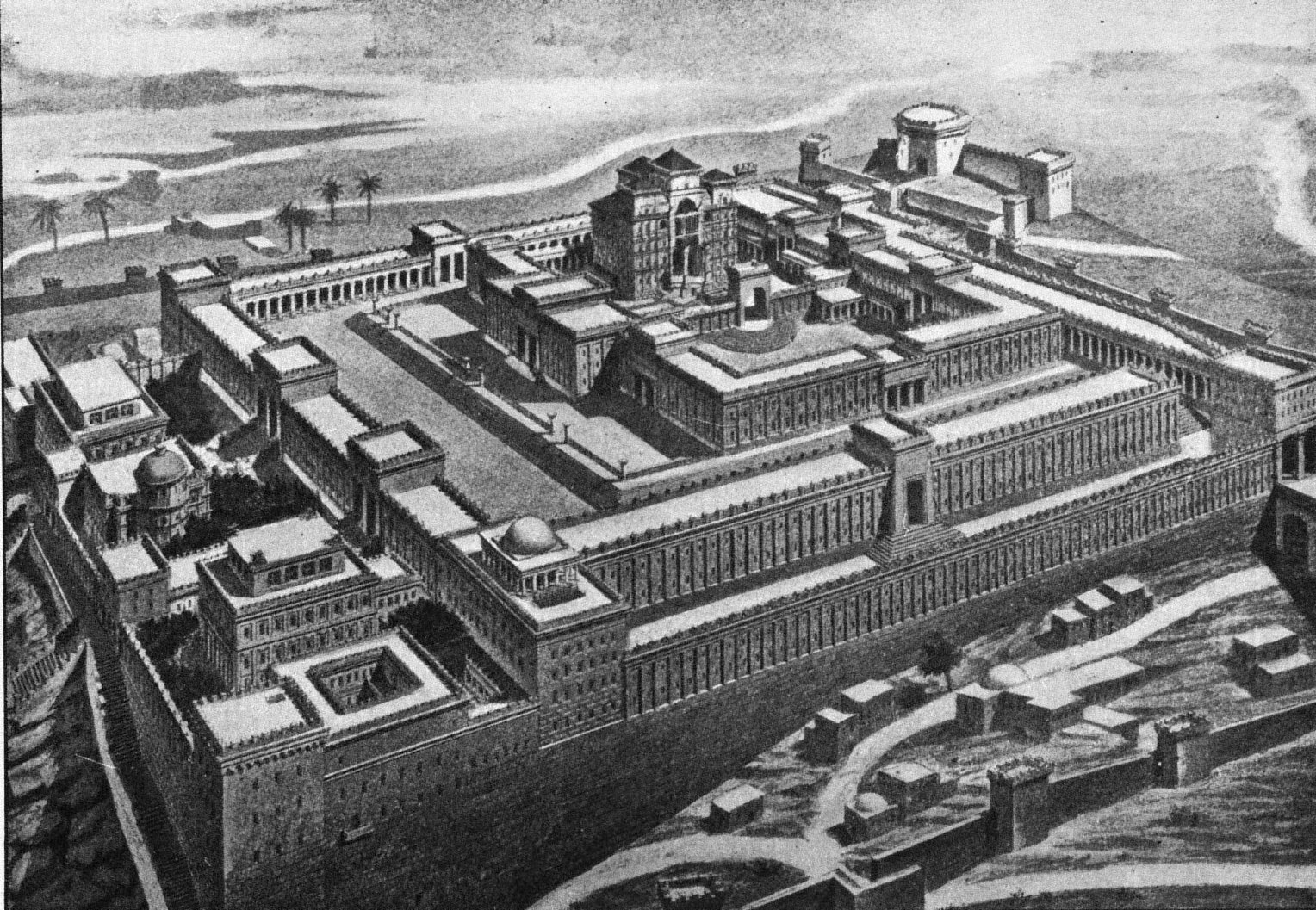
Templul mitic al lui Solomon din Ierusalim. Ilustrație bazată pe imaginație și pe detalii biblice

După tradiția evreiască 12 triburi de evrei, formate din descendenții celor 12 fii ai lui Israel (tribul lui Iosif s-a divizat în două triburi, după fiii lui, Menașe și Efraim), au cucerit Țara Israel, au colonizat-o și, după o perioadă în care nu aveau o conducere centrală, au format un regat condus de regele Șaul. Lui Șaul i-a urmat regele David. Acesta a cucerit orașul Salem (în ebraică Șalem), căruia i-a fost schimbat numele în Ierusalim și care a devenit capitala evreilor. Fiul lui David, Solomon, a construit la Ierusalim Templul, care urma să fie unic în religia evreilor. Nu a fost găsită nicio urmă a Templului lui Solomon, de aceea mulți arheologi cred că acesta nu ar fi existat în mod real.
Israel Finkelstein, profesor la Universitatea Tel-Aviv a lansat controversata teorie a decalajului de timp (a paratrăsnetului, în engleză "lightning rod", cum este poreclit Finkelstein) conform căreia, din punct de vedere istoric, această prezentare a regatului unit este o ficțiune, David și Solomon au fost un fel de căpitani de plai, iar regatul iudeu a apărut cu un secol mai târziu.
Din punct de vedere arheologic și istoric, redatarea acestor orașe de la epoca lui Solomon la perioada omridă are implicații enorme. Ea înlătură singura dovadă arheologică după care ar fi existat vreodată o monarhie unită cu capitala în Ierusalim și arată că David și Solomon erau, în termeni politici, nimic altceva decât căpitani ai ținutului deluros, a căror rază administrativă era limitată la nivelul local, adică la ținutul deluros.— Israel Finkelstein și Neil Asher Silberman, The Bible Unearthed. Archaeology's New Vision of Ancient Israel and The Origin of Its Sacred Texts.
Dar excavările din orașul lui David au oferit descoperiri impresionante din Epoca mijlocie a bronzului și din secolele ulterioare ale Epocii fierului - dar nu din secolul al X-lea î.e.n. Cea mai optimistă evaluare a acestei dovezi negative este că Ierusalimul din secolul a X-lea era limitat ca suprafață, probabil nu mai mare decât un sat tipic pentru ținutul deluros.— Israel Finkelstein și Neil Asher Silberman, The Bible Unearthed. Archaeology's New Vision of Ancient Israel and The Origin of Its Sacred Texts.
Această teorie a „lightning rod” (paratrăsnet, care este porecla lui Finkelstein) ar fi fost (conform unora) respinsă de majoritatea specialiștilor, lucru negat de o altă sursă. În ediția din iulie-august 2006 a revistei Biblical Archaeology Review, Michael Coogan de la Stonehill College, considera că Finkelstein și Silberman „basculează de la ipotetic, la improbabil și absurd” (în engleză "move from the hypothetical to the improbable to the absurd"). Coogan recunoaște însă că Ierusalimul de pe vremea lui David avea în jur de câteva mii de locuitori, nefiind un oraș, ci doar un sat, conform standardelor de azi (avea o suprafață de 12 acri, sub 5 hectare). În documentarul History Channel The Bible Unearthed (Biblia dezgropată) Amihai Mazar afirmă că Ierusalimul de pe vremea lui David era un oraș foarte mic, dar era un orășel puternic în vacuumul politic din țară.
Ziarista Laura Miller popularizează teoriile lui Herzog, Finkelstein și Silberman pe web site-ul Salon.com:
Herzog a emis și formulat multe din teoriile pe care Finkelstein și Silberman le prezintă în cartea lor: «Israelienii nu au fost niciodată în Egipt, nu au rătăcit prin deșert, nu au cucerit țara [Canaan] într-o campanie militară și nu au lăsat-o moștenire celor douăsprezece triburi ale lui Israel. Probabil cel mai greu de acceptat este faptul că regatul unit al lui David și Solomon, descris în Biblie ca putere regională, era cel mult un mic regat tribal.» Noile teorii văd această modestă căpitănie de plai bazată în Ierusalim drept un oraș de văcari, dar nu drept capitală glorioasă a unui imperiu.

Deși, cum susține Herzog, unele din aceste descoperiri au fost acceptate de ani de zile sau chiar de decenii de către majoritatea arheologilor și cercetătorilor Bibliei, ele de-abia acum intră în conștiința publicului israelian, afectându-l puternic.— Laura Miller, King David was a nebbish
În disputa care se poartă între taberele minimaliștilor și maximaliștilor, unii negând complet istoricitatea Bibliei, ceilalți afirmând-o complet, Finkelstein respinge catalogarea sa ca minimalist, preferând să se considere centrist: el recunoaște că David și Solomon au fost persoane istorice reale și nu respinge în bloc Biblia ebraică, precum minimaliștii, dar nici nu o acceptă în totalitate.
Ceea ce maximaliștii și minimaliștii au în comun este că doresc să scrie o istorie „obiectivă” a Israelului antic. Lor li se opun postmoderniștii, pentru care nu faptele istorice obiective sunt importante, ci trăirile subiective și mediul social compus din grupurile de interese care au generat textul biblic. Postmoderniștii consideră că idealul istoriei obiective nu este un ideal pe care-l aveau autorii biblici, ci este rezultatul colonialismului din epoca modernă. Evreii antici nu ar fi considerat istoria obiectivă drept istoria lor.
Punctul de vedere al lui Amihai Mazar este următorul:
Cu cât ne îndepărtăm de ceea ce Mazar vede drept perioada cheie de scriere a Bibliei, adică secolele VIII-VII î.e.n., cu atât mai imaginativ, mai simbolic, mai distorsionat și mai neclar devine trecutul. În plus, trebuie să avem în vedere impactul unor factori precum deformarea, selectivitatea, pierderea amintirilor, cenzura și lipsa de imparțialitate cu caracter ideologic sau personal asupra compunerii tradițiilor biblice astfel alcătuite.— Brian B. Schmidt, The quest for the historical Israel: debating archaeology and the history of early Israel : invited lectures delivered at the Sixth Biennial Colloquium of the International Institute for Secular Humanistic Judaism, Detroit, October 2005
Biblia afirmă că Iehoșafat, un contemporan al lui Ahab, a oferit forță de muncă și cai pentru războaiele regatului de nord contra arameilor. El și-a întărit legătura cu regatul de nord prin a aranja o căsătorie diplomatică: prințesa israelită Ataliah, sora sau fiica Regelui Ahab s-a căsătorit cu Iehoram, fiul lui Iehoșafat (Imparati 8:18). Casa lui David din Ierusalim era direct legată (și se pare dominată) de regii israeliți din Samaria. De fapt, am putea sugera că aceasta a reprezentat cucerirea de către nord a Iudei prin căsătorire. Astfel, în secolul al IX-lea î.e.n. - la un secol după presupusa domnie a lui David - putem în sfârșit descrie existența unei mari monarhii unite în Israel, întinzându-se de la Dan în nord până la Beer-șeba în sud, cu teritorii semnificative cucerite în Siria și Transiordania. Dar această monarhie unită - o monarhie unită reală - era condusă de casa lui Omri, nu de casa lui David, iar capitala ei era Samaria nu Ierusalimul.— Israel Finkelstein și Neil Asher Silberman, David and Solomon. In Search of the Bible's Sacred Kings and the Roots of the Western Tradition.
Conform renumitului istoric Philip Davies, minimaliștii reprezintă știința (arheologia) făcută așa cum trebuie ea făcută, iar maximaliștii sunt apărătorii fundamentaliști ai adevărului literal al Bibliei, care de fapt fac apologetică, nu știință empirică. El afirmă că aproape toți istoricii sunt de fapt minimaliști, cu excepția fundamentaliștilor religioși, stare de fapt care este o consecință a faptului că fundamentaliștii religioși au pierdut controlul asupra arheologiei Levantului antic, lucru care s-a întâmplat în SUA cu 50 de ani mai târziu decât în Europa. El afirmă că minimaliștii nu au inventat dovezile arheologice care contrazic Biblia ebraică, ci doar au dedus din ele concluzia firească, anume că multe din relatările Bibliei sunt fictive. După el, Finkelstein ar fi și el tot un minimalist, deoarece a păstrat ideea că ele sunt în mare parte fictive, deși a conchis că a Bibliei compunere nu s-a întâmplat în Persia, ci în Regatul Iuda, în timpul domniei lui Iozia.
Permiteți-mi să întăresc această susținere referitoare la operele mele. Opinia majoritară a cercetătorilor critici ai Bibliei acceptă faptul că de la Geneză până la Iosua (eventual și în Judecători) ea este lipsită în mod substanțial de istorie de încredere și că grosul literaturii Bibliei ebraice a fost compusă sau și-a dobândit forma canonică în perioada persană. Sunt astfel de părere că încercările de a mă plasa la periferia cercetării sunt ridicole.— Philip Davies, Minimalism, "Ancient Israel," and Anti-Semitism
Jack Cargill remarca în 2001 diversitatea de opinii publicate asupra istoriei Israelului, și că în general manualele de civilizație occidentală redau un punct de vedere literalist, care este „rămas probabil cu douăzeci de ani în urmă din punct de vedere universitar”. Există deci și puncte de vedere maximaliste în această dispută, deși maximalismul în sens literal este destul de rar printre cercetătorii profesioniști ai istoriei. În această privință Lester L. Grabbe afirmă că singura istorie literal maximalistă a Israelului de la Wellhausen încoace este cea publicată de Provan, Long și Longman în 2003, nici măcar John Bright nefiind pe de-a-ntregul maximalist, în sensul de a accepta veridicitatea textului Bibliei până la dovada contrarie. Tot Grabbe afirma în 2007 că pe vremea când studia pentru doctorat (cu mai bine de trei decenii înaintea afirmației), „istoricitatea substanțială” a povestirilor Bibliei despre patriarhi și despre cucerirea Canaanului era acceptată pe larg, dar în zilele noastre cu greu se mai poate găsi un istoric care să mai creadă în ea.
În documentarul BBC „Secretele îngropate ale Bibliei” din 2011, Francesca Stavrakopoulou afirma, după ce se consultase cu Baruch Halpern, Yosef Garfinkel și Doron Spielman (ultimii doi fiind șefi de excavații ale unor situri pretinse davidico-solomonice), că deși unele descoperiri recente ar putea pune la îndoială teoriile lui Finkelstein, teza imperiului unit sub domnia lui David rămâne nesusținută de dovezi arheologice, fie și pe motivul menționării doar în treacăt de către Biblie a realizărilor politice ale regelui Omri, asupra existenței și puterii căruia există dovezi arheologice de netăgăduit. După ea, acest lucru indică resentimentele față de regatul Israel ale autorilor din regatul Iuda.
Conform acestui documentar BBC:
- Finkelstein afirmă că un secol și jumătate de excavări în orașul lui David n-au descoperit lucruri demne de un imperiu, vorbind de perioada lui David și Solomon;
- Nu există dovezi despre un regat din orașele pe care Biblia afirmă că Solomon le-ar fi reclădit în secolul al X-lea î.e.n.;
- Războaiele de cucerire ale lui David sunt extrem de improbabile, dată fiind populația redusă din Regatul Iuda în sec. al X-lea î.e.n.;
- Fortăreața din Khirbet Qeiyafa (valea Elah) este într-adevăr impresionantă, ar fi putut fi eventual locuită de evrei și ar fi putut apăra un centru administrativ, dar nu au fost găsite dovezi că Ierusalimul ar fi fost centrul unui imperiu în secolul al X-lea î.e.n.;
- Descoperirea din parcul arheologic numit orașul lui David nu a fost datată corespunzător, deoarece olăria a fost amestecată din neglijență, iar o datare la secolul al IX-lea este mai probabilă;
- Regatul Iuda și Israelul n-au fost unite, ci se aflau în rivalitate, aceasta explică menționarea în treacăt a lui Omri și defăimarea regilor Israelului de către autorii Bibliei;
- Stela de la Tel-Dan: scrisă la un secol și jumătate după David, ceea ce ar putea indica faptul că existența lui David era o legendă, iar casa lui David s-ar fi putut revendica de la un erou imaginar; în orice caz acest lucru rămâne controversat, sunt destui istorici care consideră ca David a existat în mod real; în cel mai bun caz stela ne poate spune că David a existat în mod real, dar nu dovedește existența imperiului său;
- Baruch Halpern afirmă că David a existat în mod real, căci dacă ar fi fost un erou imaginar cei care i-ar fi compus legenda n-ar fi inventat alibiuri pentru omorurile sale; el consideră însă că David cel istoric era foarte diferit de imaginea despre el pe care o are publicul larg.

Sigur, Garfinkel și Spielman erau de părere că siturile ale căror excavații le conduc ei demonstrează existența regatului lui David și Solomon, dar ei reprezintă o opinie minoritară în lumea academică. Conform unui articol din National Geographic, Eilat Mazar pretinde că ar fi descoperit vestigiile palatului lui David, dar un fost student al ei care este ghid turistic le explică celor care vizitează locul că Mazar n-a descoperit palatul lui David. David Ilan, de la Hebrew Union College este de acord cu ghidul, considerând depășită metoda d-nei Mazar de a lucra „cu mistria într-o mână și Biblia în cealaltă”, cum făceau precedentele generații de arheologi biblici. Amihai Mazar, o somitate a arheologiei israeliene și vărul descoperitoarei, consideră că ar fi probabil vorba de fortăreața Sionului, cucerită de David, dar ar putea fi orice altceva.
După ce Eilat Mazar a descoperit palatul lui David în 2005, Garfinkel l-ar fi descoperit în 2013, în alt loc, la o distanță de 25 km în linie dreaptă — la fel de nesigur.
Existența regatului evreu unit este o ipoteză care trebuie abandonată, conform lui Oded Lipschits în Jewish Study Bible, ediția a doua, de la Oxford University Press (Aren Maeir a confirmat în aceeași carte lipsa de dovezi arheologice pentru Monarhia Unită). Amihai Mazar confirmă diversitatea de opinii ale specialiștilor pe subiectul Monarhiei Unite.
Conform lui William G. Dever, un arheolog mainstream dar foarte conservator, în secolul al X-lea î.Hr. Regatul Iuda era „un stat aflat într-un stadiu timpuriu și rudimentar”, care „nu a fost bine consolidat până în secolul al IX-lea î.Hr.”, iar Regatul Israel a avut o dezvoltare separată în secolul al IX-lea î.Hr.
În mare, Finkelstein și Amihai Mazar sunt de acord asupra faptelor obiective, dar nu sunt de acord asupra interpretărilor subiective. Ei sunt de exemplu de acord că din punct de vedere arheologic, Ierusalimul secolului al X-lea î.e.n. nu era un oraș important, dar Mazar sugerează că era similar unui burg medieval, înconjurat de un oraș mai mare și dominând politic o suprafață largă. O amplă cercetare publicată în 2024 sugerează că Ierusalimul dovedit arheologic (secolul X î.e.n.) era mai mare decât cred Finkelstein și Mazar, dar în cele din urmă conchide că felul în care era locuit nu poate fi determinat.
Este însă clar că multe relatări biblice conțin relatări din Epoca de Fier, care au fost readaptate în secolul IV î.e.n.
În cartea lor Primii regi ai Bibliei (2025), Avraham Faust și Zev Farber au susținut că Monarhia Unită a fost un mini-imperiu istoric și că dovezile arheologice și tradițiile biblice timpurii atestă apariția sa în secolul al X-lea î.Hr. Faust și Farber spun că la data de 2025 savanții biblici îmbrățișează scepticismul radical cu privire la Monarhia Unită, dar arheologii nu fac asta.

### Captivitatea babiloniană
În anul 605 î.Hr. regatul lui Iuda, care ocupa sudul Palestinei având capitala la Ierusalim, cade sub dominația regatului Babilonului. Pentru că evreii nu vor să plătească tributurile cerute de cuceritori, Nabucodonosor, suveranul din Babilon, se îndreaptă cu armata sa spre Palestina și obligă Ierusalimul să capituleze după un scurt asediu. Ca să-i pedepsească pe supușii rebeli, Nabucodonosor îi duce în Babilon pe suveranul învins, pe familia acestuia, pe ofițeri, soldați, oameni bogați și cunoscătorii unor tehnici rare în metal. Mai mult de 10.000 de oameni au părăsit atunci Ierusalimul. Nabucodonosor instalează pe tronul lui Iuda un membru al familiei regale evreiești, Sedecias, care revoltându-se și el după câțiva ani, face ca Ierusalimul să fie din nou asediat de babilonieni. În 587, după un asediu de mai bine de un an de zile, Ierusalimul se predă. Conform Bibliei, șeful trupelor babiloniene a ars casa Domnului (Templul din Ierusalim), casa regelui și alte case ale locuitorilor de vază. Regatul lui Iuda a încetat să existe. O mare parte din populație era în exil. Pentru prima dată în istoria lor, evreii nu mai au țară. Evreii din antichitate consideră că acest dezastru care s-a abătut peste ei este consecința neascultării lor față de legea dictată de Dumnezeu, față de recomandările legate de cultul și de țelul său. Conform Bibliei, Dumnezeu i-a avertizat prin profeți, mesagerii Săi, dar ei i-au luat în râs. Abia acum când sunt puși la grea încercare ascultă de trimișii lui Dumnezeu și află că suferințele lor vor lua sfârșit, dacă vor respecta poruncile Domnului. De acum înainte vor respecta practica sabatului, zi de odihnă și consacrată Domnului, vor organiza cu regularitate posturi comemorând pierderea Templului și a regatului lor, sperând să se împace cu Dumnezeu.
În 539 î.Hr., Cirus, suveranul persan, cucerește imperiul babilonian. Acesta, printr-un edict legendar (închipuit, nu real), autorizează pe evrei să se întoarcă în țara lor și să-și reconstruiască Templul cu ajutorul visteriei persane. În 515, Templul este terminat și se reia cultul în mod firesc. 
Dar abia după un secol și jumătate, după intervențiile babilonienilor, urmele materiale ale dramei se estompează o dată cu reconstrucția treptată a Ierusalimului și cu repopularea lui
Contribuții recente la istoria Levantului antic pun la îndoială realitatea exilului babilonian și/sau acuratețea relatării biblice asupra acestuia.
După 1996 a devenit recunoscut pe larg că Regatul Iuda nu a fost depopulat în urma exilului („mitul țării depopulate”).

### Perioada post-exilică
A fost o ruptură abruptă între religia străveche a israeliților și iudaismul celui de-al Doilea Templu. Israelul pre-exilic era politeist; Așera era probabil adorată drept soția lui Yahweh, în templele sale din Ierusalim, Bethel și Samaria, iar o zeiță numită Regina Cerului, probabil o fuziune a Astarteei cu zeița mesopotamiană Iștar, era de asemenea adorată. Baal și Yahweh au coexistat în perioada timpurie, dar au fost considerați ireconciliabili după secolul al IX-lea. Adorarea doar a lui Yahweh, care era preocuparea unui mic partid în perioada monarhică, s-a extins în perioada exilică și post-exilică, și abia atunci existența altor zei a fost negată.
Impunerea monoteismului nu a fost un război al israeliților contra neamurilor, ci mai mult un război civil între israeliți.
În Prolegomena zur Geschichte Israels, Julius Wellhausen a susținut că iudaismul ca religie bazată pe respectarea pe scară largă a legii Torei a apărut pentru prima dată în anul 444 î.e.n. când, conform relatării biblice furnizate în Cartea lui Neemia (capitolul 8), un scrib preot pe nume Ezra a citit o copie a Torei mozaice înaintea populației din Iudeea adunate în piața centrală a Ierusalimului. Wellhausen credea că această narațiune ar trebui acceptată ca istorică pentru că sună plauzibil, notând: „Credibilitatea narațiunii reiese în mod fățiș.” După Wellhausen, majoritatea cercetătorilor de-a lungul secolului XX și începutul secolului XXI au acceptat că respectarea Torei pe scară largă a început undeva la mijlocul secolului al V-lea î.Hr.
Ierusalimul era esențialmente în ruine la mijlocul secolului a V-lea î.e.n., ceea ce sugerează că elanul etnocultural care a produs iudaismul a avut loc spre sfârșitul secolului V și în secolul IV î.e.n.

#### Perioada elenistă
Perioada greacă a debutat cu cuceririle lui Alexandru Macedon din 332 î.e.n., Țara Sfântă fiind controlată de dinastia seleucidă. Perioada a fost caracterizată prin elenizare, adesea brutală. A durat până la 167-160 î.e.n. când Macabeii (hasmoneii) au obținut independența statală.
Revolta hasmoneilor a fost produsă de legile asupritoare promulgate de seleucizii confruntați cu un conflict (război civil) între evreii urbani din Ierusalim, care erau elenizați și evreii rurali tradiționaliști, care păstraseră obiceiurile dietare (cușer) și pe cel al circumciziei (seleucizii aleseseră partea evreilor elenizați).
Sylvie Honigman⁠(en)[traduceți] consideră că nu a fost un conflict religios, ci unul economic: unii evrei și-au pierdut drepturile pentru un conflict legat de plata taxelor. Ea consideră că acțiunile blasfematoare ale eleniștilor, de exemplu afirmația că Menelaos a furat din vasele Templului pentru a-i plăti mită lui Antioh, sunt pure zvonuri inventate în scop politic.
Primii evrei sosiți în Europa în număr mare sunt cei din Alexandria, Egipt, aceștia s-au stabilit în Grecia în secolul al III-lea î.Hr.

#### Regatul Hasmonean
Mai recent, Yonatan Adler a susținut că, de fapt, nu există nicio dovadă care să supraviețuiască care să susțină ideea că Tora a fost cunoscută pe scară largă, considerată autoritară și pusă în practică, în orice moment înainte de mijlocul secolului al II-lea î.Hr. Adler a explorat probabilitatea ca iudaismul, ca practică larg răspândită a legii Torei de către societatea evreiască în general, să fi apărut pentru prima dată în Iudeea în timpul domniei dinastiei Hasmoneene, cu secole după timpul presupus al lui Ezra.

## Cucerirea romană a Israelului (63 î.Hr. - 324 d.Hr.)

### Diaspora
În Europa, evreii au migrat sau au fost deportați începând cu secolul I î.Hr. ca urmare a Războaielor Iudaico-Romane. În 27 î.Hr., la Roma se aflau cca. 7000 de evrei și mulți alții răspândiți în tot bazinul Mării Mediterane. Iosephus Flavius afirmă că în Europa romană se aflau numeroase comunități de evrei (cei mai mulți din triburile lui Iuda și Beniamin).

## Epoca Medievală

### Europa
În Evul Mediu trăiau în număr mare în comunități distincte, aceștia prosperau din activități ca medicina, comerțul și finanțele. În anul 1000 erau peste 1,5 milioane evrei în Europa, inițial cei mai mulți se aflau în statele germanice. Evreii locuiau cu precădere în cele mai puternice țări : Anglia, Sfântul Imperiu Roman de neam Germanic, Franța, Spania. Au avut loc numeroase masacre ale evreilor în Europa occidentală dar și în Imperiul Rus, acestea au avut ca scop principal jaful deși autoritățile politice și creștine ale vremii au încercat să dea o nuanță religioasă acestor atrocități acuzând evreii de uciderea lui Iisus Hristos. În 1096 la Worms, Germania au fost măcelăriți 800 de evrei și la Mainz încă 1000 de către cruciații contelui Emicho. În timpul Cruciadei regilor (1189–1192) au avut loc masacre ale evreilor la Londra și York.

## Istoria evreilor după țară sau regiune
Pentru a vedea împărțirea populației evreiești pe țări în istorie și în contemporaneitate, vezi Evrei după țări.
Pentru a vedea populațiile evreiești istorice și contemporane pe țări, vezi Evrei după țări.